# Чугунов, Андрей Кириллович
 Андрей Кириллович Чугунов  (1827, Томская губерния — 1898, Казань) — русский учёный-технолог, заслуженный профессор Казанского университета, основатель «Казанского биржевого листка». Тайный советник.

## Биография
Родился 10 (22) октября 1827 года в Томской губернии. Учился в Тобольской гимназии и с 1849 года, будучи сибирским пансионером, в Казанском университете, на отделении камеральных наук юридического факультета. В 1853 году окончил курс кандидатом камеральных наук и был оставлен на один год, для занятия технологией под руководством профессора Киттары; 27 апреля 1855 года был утверждён магистром технологии, а 1 ноября 1855 года определён столоначальником главного управления Западной Сибири. Через год вернулся в Казань: 10 ноября 1856 года избран и 5 февраля 1857 года утверждён исполняющим должность адъюнкта технологии в Казанском университете. С переходом профессора Киттары в Москву ему было поручено преподавание полного курса технологии.
Летом 1858 года был командирован в Санкт-Петербург и во внутренние губернии для осмотра фабрик и заводов. В 1859 году: 31 марта был утверждён в должности адъюнкта, а 10 мая принял обязанности секретаря Казанского экономического общества, которые он исполнял свыше 25 лет; в 1857—1860 годах редактировал «Записки общества».
Был избран 12 февраля 1860 года (30 марта утверждён) экстраординарным профессором по кафедре технологии. С 1 июня 1861 года по 1 октября 1862 года находился в заграничной командировке с учёной целью и по возвращении, 3 ноября 1862 года избран и 15 декабря того же года утверждён ординарным профессором Казанского университета. С 25 февраля 1863 года по 1 января 1865 года — исполняющий должность инспектора студентов. С марта 1865 по 5 сентября 1867 года был секретарём юридического факультета. В 1879 году был произведён в тайные советники. Дважды оставлялся на пятилетие по выслуге лет 28 ноября 1880 года и в 1886 году; с 5 февраля 1882 года имел звание заслуженного профессора.
Кавалер орденов Св. Станислава 2-й и 1-й ст., Св. Анны 2-й и 1-й ст., Св. Владимира 3-й ст.
Был уволен со службы, по прошению, 7 октября 1886 года. Скончался 15 (27) декабря 1898 года в Казани.

## Семья
С 22 сентября 1863 года был женат на дочери губернского секретаря Александре Васильевне Соколовой. Их дети:
- Надежда (31.10.1864—?), с 25 мая 1888 года была замужем за Алексеем Игнатьевичем Подерни (01.09.1862—?)
- Владимир (17.03.1866—?), в 1886 — подпрапорщик.
- Александр (26.08.1870—?).
- Алексей (21.02.1872—?).
- Сергей (01.10.1878—?).

Род был внесён в З-ю часть дворянской родословной книги Казанской губернии по определению Казанского дворянского депутатского собрания от 12 декабря 1886 и утверждён указом Герольдии от 30 августа 1887 года.